# Derbi barceloní
El derbi barceloní és un derbi urbà entre el FC Barcelona i el RCD Espanyol, clubs que mantenen una rivalitat esportiva dins la ciutat de Barcelona, i per extensió a Catalunya. Al llarg de la història s'han disputat nombrosos derbis entre aquestes entitats tant en futbol, com en altres esports.

## Història

### Inici de les activitats
El futbol entrà a Catalunya a finals del segle xix de mà de la colònia anglesa que residia a Catalunya, així com de catalans que havien estudiat a l'estranger. El 29 de novembre de 1899, Hans Gamper, un home de negocis suís establert a Barcelona i que ja havia practicat diversos esports abans d'arribar a la ciutat, fundà el FC Barcelona. Per la seva part, el 13 d'octubre del 1900 es constitueix oficialment la Societat Espanyola de Foot-ball, embrió del futur RCD Espanyol de Barcelona, fundada per Àngel Rodríguez Ruiz i altres companys de la Universitat de Barcelona. Menció especial per al primer partit entre els que en el futur seran els dos clubs més importants de Catalunya, FC Barcelona i RCD Espanyol. Es disputà el 23 de desembre de 1900 al camp de l'Hotel Casanovas i finalitzà amb empat a zero. El Barcelona jugà sense estrangers en deferència a l'Espanyol. Eren moments de bones relacions entre els dos clubs. Les alineacions foren: Futbol Club Barcelona: Reig; Negre, Caralt; Vidal, Cabot, Elías; Llorens, Blanco, Quintana, Margarit i Durà. Societat Espanyola: Galobardes; Carril, Álvarez; Aballí, Lizarraga, Bernat; Ruiz, Montells, Rodríguez, Robert i Ponz.
L'any 1901, amb la creació de l'Associació de clubs de foot-ball, es disputa la Copa Macaya organitzada pel president de l'Hispània AC. l'Espanyol es retirà a mitja temporada en protesta pel favoritisme envers l'Hispània sofert pel Barcelona. Aquesta competició es convertí en el Campionat de Catalunya que esdevindrà la competició futbolística més important d'Espanya (fins a l'establiment de la Lliga Espanyola) i amb gran tradició aquells anys a Catalunya.
Ràpidament, ambdós clubs esdevingueren els més importants de Catalunya, la qual cosa va propiciar que disputessin molts partits entre ells. No va ser però fins a la segona dècada del segle XX que sorgí la rivalitat. A la temporada 1911-12 es produeixen els incidents de la Copa Ciudad-La Riva, competició a dos partits entre el Barcelona i l'Espanyol. Els partits foren duríssims i els guanyà tots dos l'Espanyol per 1-0 i 4-0. A causa d'aquests incidents es trencaren les relacions entre ambdós clubs. La temporada següent es va viure una escissió al futbol català. El Barcelona i alguns altres clubs més petits se separaren de la federació i crearen la Football Associació de Catalunya, afiliada a l'associació dissident de la Federació Espanyola, la Unió Espanyola de Clubs. Aquesta associació organitzà el seu propi campionat que no arribà a finalitzar per la manca d'interès.

### Expansió de la rivalitat

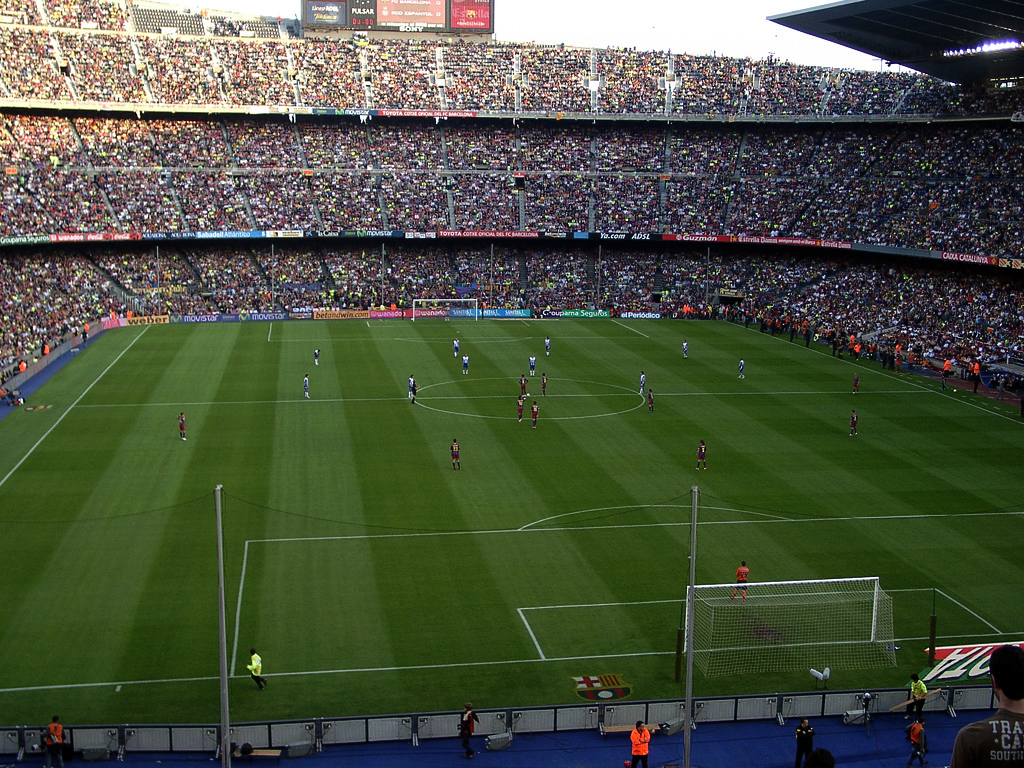
Derbi entre el FC Barcelona i el RCD Espanyol al Camp Nou

A la dècada dels 20, el futbol és molt popular a Catalunya, i la rivalitat entre els dos clubs va en augment. El 20 de maig de 1922 el Barcelona inaugura el camp de Les Corts. L'Espanyol feu el mateix el 18 de febrer de 1923 amb l'estadi de Sarrià. L'any 1924, en un moment de gran convulsió política i social, es disputà, al camp de Les Corts, un derbi conegut com el de la xavalla. En aquest partit del Campionat de Catalunya, que havia generat una grandíssima expectació, es van produir uns incidents violents a les graderies entre les dues aficions que va acabar amb el llançament de monedes al camp i la suspensió del partit, que s'hauria de reprendre a porta tancada posteriorment.
Paral·lelament a la rivalitat futbolística, seguidors dels dos clubs creen altres seccions esportives que també rivalitzarien entre elles. La popularitat de l'atletisme fa que apareguin els primers esportistes no futbolistes que competiren amb gran rivalitat pel Barça i per l'Espanyol. De la mateixa manera, el 1923 apareix la secció de bàsquet del RCD Espanyol i l'any 1926 la del FC Barcelona, que competiren en el Campionat de Catalunya i posteriorment la Copa d'Espanya. També en aquests anys apareixen les respectives seccions d'hoquei herba, rugbi, ciclisme, beisbol i hoquei patins, totes elles rivalitzant i protagonitzant apassionats derbis.
La temporada 1928-29, es decideix crear la Lliga espanyola, de la qual ambdós clubs són membres fundadors. D'aleshores ençà s'ha disputat el derbi dos cops per temporada.

### Anys convulsos
Els anys 30 van estar marcats per la convulsa situació social i política que suposà la proclamació de la Segona República a Espanya i la Guerra Civil. El futbol augmenta la professionalització i l'ús polititzat que se'n fa. El catalanisme polític utilitza el Barça com a mitjà per exposar les seves reivindicacions, mentre l'Espanyol és titllat de centralista; la rivalitat esportiva entre els dos clubs és ara utilitzada per sectors polítics diversos. La violència creixent provoca situacions difícils pels equips de futbol, que amb l'esclat de la Guerra civil, van veure troncada la seva activitat esportiva. El campionat de Lliga es veu suspès i només es poden disputar el Campionat de Catalunya, la Lliga Mediterrània i la Copa de l'Espanya Lliure, en quedar Catalunya sota el bàndol republicà. A més, suposà que jugadors i dirigents dels dos clubs fossin perseguits per motius polítics i que haguessin de fer maniobres per assegurar la viabilitat de les dues institucions, que sofriren un descens notable de socis. L'any 1937 el Barça realitzà una oportuna gira a Mèxic on recaptà 15.000 dòlars que, en el futur, permetrien que el club es distanciés esportivament del seu rival ciutadà. El final de la Guerra suposa l'eliminació de les competicions esportives de la Federació Catalana, i la implantació de nou de la Lliga i la Copa espanyoles.

### Durant el franquisme
El règim de Franco ve marcat per la politització del FC Barcelona. Durant els anys 40 i 50, el club blaugrana creix en nombre d'aficionats, i aconsegueix notables èxits esportius la qual cosa suposa la construcció del Camp Nou. La popularitat del Barça fa que neixi entre els afeccionats culers la rivalitat amb el Reial Madrid, que s'havia convertit en el club més potent d'Espanya. Durant aquests anys l'Espanyol duu una trajectòria irregular en la Lliga, i excepte tres finals de Copa als anys 40, fa unes temporades no gaire reeixides, degut en gran part a la crisi institucional i econòmica que patia el club. Aquestes circumstàncies fan que els derbis barcelonins quedin fins i tot en un segon pla, a diferència del que succeïa abans de la Guerra. L'any 1957, però, té lloc l'única final de Copa del Rei entre dos equips catalans. Era la primera vegada en la història que dos equips de la mateixa regió arribaven a la final. La final generà moltíssima expectació a la ciutat comtal, que es mobilitzà per tal que es disputés a Barcelona. Finalment, es disputà el 16 de juny a un Estadi de Montjuïc ple de gom a gom i amb la presència del General Franco. Els onzes titular van ser pel Barça: Ramallets, Olivella, Brugué, Segarra, Gensana, Vergés, Basora, Villaverde, Martínez, Kubala i Sampedro; i per l'Espanyol: Vicente, Argilés, Catá, Faura, Gámiz, Casamitjana, Ruiz, Sastre, Cruellas, Oswaldo i Moll. El partit es va resoldre amb victòria del Barça per 1-0, amb un gol polèmic, que l'àrbitre no va anul·lar a fi de no provocar incidents polítics davant la presència de Franco. Malgrat això, va regnar entre els jugadors un esperit molt esportiu. Els destins d'ambdós clubs es distanciarien definitivament, amb un Kubala que enlluernaria les multituds al nou coliseu que inaugurarien en uns mesos, i l'Espanyol entrant en una etapa de profunda crisi esportiva i social.

### Segle XXI
El 15 de maig de 2025, durant el derbi barceloní, un accident de cotxe a Barcelona del 2025 va deixar 20 ferits.

## Símbols

### Sobrenom
Els afeccionats del Barcelona reben el malnom de culers. El seu origen es troba en el fet que en els inicis del club, el primer camp de futbol en el qual jugaven, situat al carrer Indústria de Barcelona, no tenia graderies. Els afeccionats s'havien d'asseure a la part alta del mur que envoltava el camp, de manera que la gent que caminava pel carrer en un dia de partit, veia una fila de culs.
Els afeccionat de l'Espanyol reben el malnom de periquitos. Aquest nom es donà als seguidors de l'equip blanc-i-blau quan es traslladà a l'estadi de Sarrià, a la zona coneguda com la Manigua, on hi abundava aquest ocell. En l'actualitat el club ha adoptat com a mascota oficial aquest animal.

### Estadi

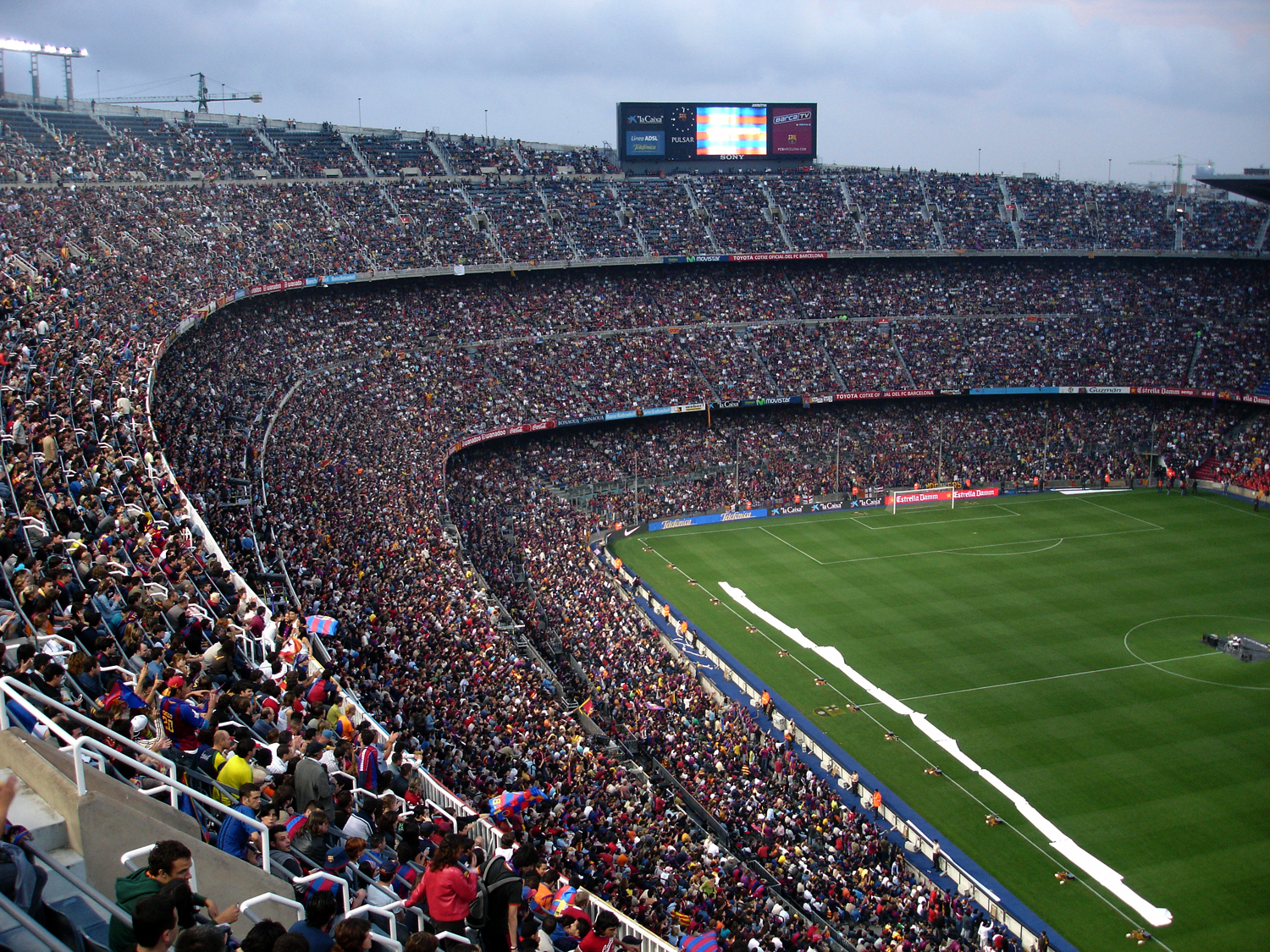
Camp Nou

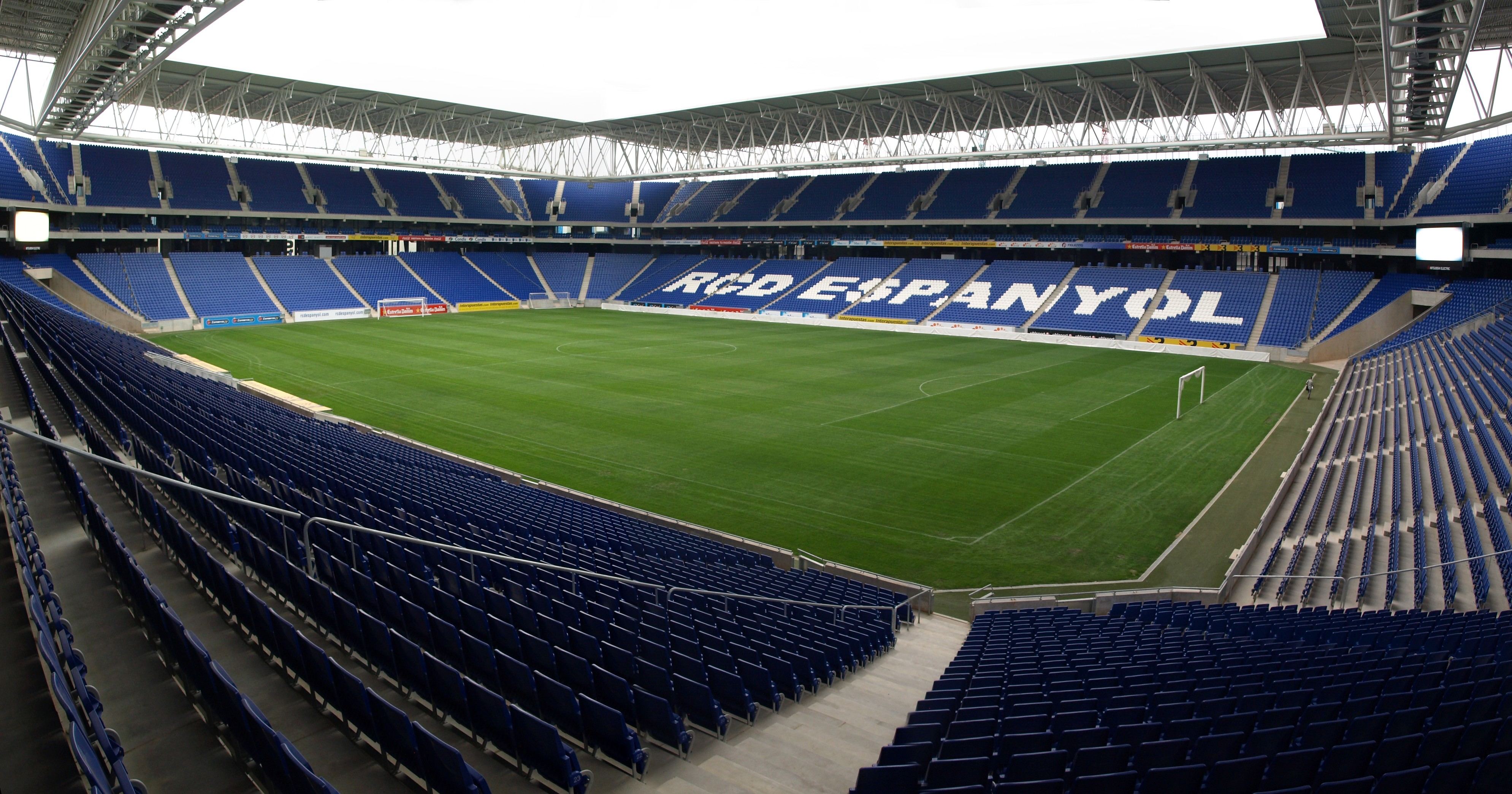
Cornellà - el Prat

Ambdós clubs han tingut diversos camps al llarg de les seves històries, i mai han compartit instal·lació, com és costum en altres contrades.
El Barça té el seu estadi, el Camp Nou, ubicat a cavall de les Corts i Collblanc. Fins al 1909 el club havia disputat els seus partits a la Bonanova, a Horta, i a diversos llocs de l'Eixample. Entre el 1909 i el 1922 jugava al camp del carrer Indústria de Barcelona, vulgarment anomenat "L'Escopidora". El 1922 es traslladà al barri de les Corts on va disputar els partits fins al 1957, abans de traslladar-se al seu nou coliseu, el més gran d'Europa.
L'Espanyol té un Estadi de recent construcció entre Cornellà i el Prat de Llobregat. Històricament, havia jugat a la Sagrada Família, Les Arenes i l'Hospital Clínic, fins que el 1923 es va construir un estadi a Can Ràbia, al barri de Sarrià, on hi restà 74 anys, convertint-se en un autèntic símbol pels afeccionats. Del 1997 fins al 2009 jugà a l'Estadi Olímpic de Montjuïc.
Aquestes circumstàncies fa que popularment es conegui el Barça com el club de Les Corts, mentre que l'Espanyol se'l coneix com el club de Sarrià. La proximitat dels dos estadis, a més, convertia l'Avinguda Diagonal en una mena de frontera entre ells, fet que provocà que popularment s'anomenés creuar l'acera el passar d'un equip a l'altre.

### Colors de club
El FC Barcelona s'identifica amb els colors blau i grana. Aquests colors els elegí el fundador del club Hans Gamper, ja que aquestes tonalitats són els colors del FC Basilea, equip suís en el qual havia jugat en el passat.
Per la seva banda el RCD Espanyol s'identifica amb els colors blanc i blau. Aquests colors van ser elegits l'any 1910, en assemblea de socis, en honor de l'escut d'armes de l'almirall Roger de Llúria.

#### Evolució dels uniformes
| FCB 1899 | FCB 1910 | FCB 1913 | FCB 1950 |  |

| RCDE 1900 | RCDE 1910 | RCDE 1940 | RCDE 1966 |  |

## Històric de partits

### Campionat de Lliga[4]
| #   | Temporada | Jornada | Equip local | Equip visitant | Resultat | Gols (local)                                                              | Gols (visitant)                                          |
| --- | --------- | ------- | ----------- | -------------- | -------- | ------------------------------------------------------------------------- | -------------------------------------------------------- |
| 1   | 1928-29   | 8       | Barcelona   | Español        | 1–0      | Sastre (80)                                                               |                                                          |
| 2   | 1928-29   | 17      | Español     | Barcelona      | 1–1      | Juvé (54)                                                                 | Sastre (89)                                              |
| 3   | 1929-30   | 8       | Español     | Barcelona      | 4–0      | Gallart (18)(26)(67), Ventolrà (39)                                       |                                                          |
| 4   | 1929-30   | 17      | Barcelona   | Español        | 5–4      | Goiburu (14)(35), Diego (32), Bestit (85), Martí (87)                     | Solé (12), Padrón (21), Gallart (68), Ventolrà (70)      |
| 5   | 1930-31   | 6       | Barcelona   | Español        | 6–2      | Arocha (10)(20)(69), Bestit (16)(25), Roig (81)                           | Edelmiro (14)(48)                                        |
| 6   | 1930-31   | 15      | Español     | Barcelona      | 4–4      | Edelmiro (14), Bonal (21), Solé (12), Besolí (81)                         | Sastre (7), Arocha (16)(44)(66)                          |
| 7   | 1931-32   | 3       | Español     | Barcelona      | 0–3      |                                                                           | Goiburu (53), Ramon (68), Samitier (75)                  |
| 8   | 1931-32   | 12      | Barcelona   | Español        | 2–2      | Samitier (22), Zabalo (78)                                                | Prat (29)(63)                                            |
| 9   | 1932-33   | 8       | Barcelona   | Español        | 1–1      | Helguera (75)                                                             | Prat (51)                                                |
| 10  | 1932-33   | 17      | Español     | Barcelona      | 2–1      | Pueyo (79)(81)                                                            | Artigas (33)                                             |
| 11  | 1933-34   | 2       | Barcelona   | Español        | 5–0      | Ventolrà (14), Ramon (15)(50), Morera (75)(77)                            |                                                          |
| 12  | 1933-34   | 11      | Español     | Barcelona      | 3–2      | Prat (17), Iriondo (31), Edelmiro II (72)                                 | Ventolrà (52)(84)                                        |
| 13  | 1934-35   | 6       | Español     | Barcelona      | 4–1      | Iriondo (27)(53), Edelmiro (42), Prat (71)                                | Raich (89)                                               |
| 14  | 1934-35   | 17      | Barcelona   | Español        | 2–2      | Raich (43), Berkessy (59)                                                 | Prat (33), Edelmiro II (73)                              |
| 15  | 1935-36   | 1       | Español     | Barcelona      | 1–0      | Edelmiro (78)                                                             |                                                          |
| 16  | 1935-36   | 12      | Barcelona   | Español        | 2–0      | Enrique Fernández (26), Escolà (64)                                       |                                                          |
| 17  | 1939-40   | 1       | Barcelona   | Español        | 0–1      |                                                                           | Martínez Català (40)                                     |
| 18  | 1939-40   | 12      | Español     | Barcelona      | 1–1      | Prat (37)                                                                 | Emilín (66)                                              |
| 19  | 1940-41   | 6       | Barcelona   | Español        | 2–3      | Gràcia (8), Vergara (12)                                                  | Martínez Català (14)(62), Mas (16)                       |
| 20  | 1940-41   | 17      | Español     | Barcelona      | 3–1      | Martínez Català (48), Jorge (55), Ara (77)                                | Cardús (p.p.) (17)                                       |
| 21  | 1941-42   | 2       | Español     | Barcelona      | 5–2      | Jorge (9)(23), Macala (60)(71), Mas (88)                                  | Martín (74), Navarro (84)                                |
| 22  | 1941-42   | 15      | Barcelona   | Español        | 1–2      | Martín (88)                                                               | Fàbregas (5), Macala (67)                                |
| 23  | 1942-43   | 9       | Barcelona   | Español        | 2–0      | Martín (23), Escolà (75)                                                  |                                                          |
| 24  | 1942-43   | 22      | Español     | Barcelona      | 1–3      | Juncosa (70)                                                              | Bravo (5), Martín (53), Escolà (72)                      |
| 25  | 1943-44   | 9       | Español     | Barcelona      | 1–3      | Martínez Català (7)                                                       | Martín (5), Riba (22)(49)                                |
| 26  | 1943-44   | 22      | Barcelona   | Español        | 1–3      | Balmanya (59)                                                             | Jorge (23)(56), Schild (85)                              |
| 27  | 1944-45   | 9       | Barcelona   | Español        | 1–0      | Martín (55)                                                               |                                                          |
| 28  | 1944-45   | 22      | Español     | Barcelona      | 1–1      | Ortí (37)                                                                 | Gonzalvo III (49)                                        |
| 29  | 1945-46   | 2       | Español     | Barcelona      | 0–2      |                                                                           | Casas (p.p.)(50), Gonzalvo III (83)                      |
| 30  | 1945-46   | 15      | Barcelona   | Español        | 1–0      | Martín (30)                                                               |                                                          |
| 31  | 1946-47   | 9       | Español     | Barcelona      | 0–1      |                                                                           | Escolà (60)                                              |
| 32  | 1946-47   | 22      | Barcelona   | Español        | 5–0      | Escolà (23)(38)(57)(59), Bravo (35)                                       |                                                          |
| 33  | 1947-48   | 11      | Español     | Barcelona      | 2–1      | Segarra (1)(48)                                                           | Badenes (38)                                             |
| 34  | 1947-48   | 24      | Barcelona   | Español        | 5–1      | César Rodríguez (28)(48)(64)(71), Seguer (44)                             | Diego (15)                                               |
| 35  | 1948-49   | 13      | Español     | Barcelona      | 1–1      | Rosendo Hernández (61)                                                    | Basora (12)                                              |
| 36  | 1948-49   | 26      | Barcelona   | Español        | 2–1      | César Rodríguez (63)(70)                                                  | Calvo (27)                                               |
| 37  | 1949-50   | 13      | Barcelona   | Español        | 1–2      | Seguer (44)                                                               | Rosendo Hernández (7), Fàbregas (73)                     |
| 38  | 1949-50   | 26      | Español     | Barcelona      | 2–2      | Artigas (19), Teruel (89)                                                 | César Rodríguez (28), Gonzalvo III (88)                  |
| 39  | 1950-51   | 14      | Barcelona   | Español        | 4–1      | Nicolau (7)(88), César Rodríguez (17)(59)                                 | Egea (29)                                                |
| 40  | 1950-51   | 29      | Español     | Barcelona      | 6–0      | Grau (15)(30), Arcas (28)(88), Marcet (32), Egea (48)                     |                                                          |
| 41  | 1951-52   | 1       | Español     | Barcelona      | 1–0      | Celma (84)                                                                |                                                          |
| 42  | 1951-52   | 16      | Barcelona   | Español        | 2–0      | César Rodríguez (32)(80)                                                  |                                                          |
| 43  | 1952-53   | 12      | Barcelona   | Español        | 2–1      | Hanke (52), Moreno (72)                                                   | Mauri (17)                                               |
| 44  | 1952-53   | 27      | Español     | Barcelona      | 0–2      |                                                                           | Manchón (3), Moreno (18)                                 |
| 45  | 1953-54   | 14      | Español     | Barcelona      | 0–1      |                                                                           | Kubala (57)                                              |
| 46  | 1953-54   | 29      | Barcelona   | Español        | 1–4      | Moreno (20)                                                               | Faura (24), Cruellas (49), Marcet (53), Mauri (60)       |
| 47  | 1954-55   | 3       | Barcelona   | Español        | 1–0      | Areta II (83)                                                             |                                                          |
| 48  | 1954-55   | 18      | Español     | Barcelona      | 2–4      | Cela (17), Gámiz (77)                                                     | Manchón (2)(31)(73), Gimeno (p.p.) (52)                  |
| 49  | 1955-56   | 14      | Español     | Barcelona      | 0–3      |                                                                           | Kubala (50), Brugué (60), Tejada (71)                    |
| 50  | 1955-56   | 29      | Barcelona   | Español        | 1–0      | Villaverde (14)                                                           |                                                          |
| 51  | 1956-57   | 14      | Barcelona   | Español        | 1–1      | Manchón (17)                                                              | Coll (14)                                                |
| 52  | 1956-57   | 29      | Español     | Barcelona      | 2–0      | Faura (57), Arcas (81)                                                    |                                                          |
| 53  | 1957-58   | 10      | Barcelona   | Español        | 3–1      | Evaristo (7), Tejada (13), Kubala (61)                                    | Arcas (49)                                               |
| 54  | 1957-58   | 25      | Español     | Barcelona      | 2–1      | Benavídez (2), Olivella (p.p.) (75)                                       | Evaristo (21)                                            |
| 55  | 1958-59   | 6       | Español     | Barcelona      | 0–3      |                                                                           | Luis Suárez (23), Tejada (54), Evaristo (66)             |
| 56  | 1958-59   | 21      | Barcelona   | Español        | 5–3      | Tejada (4), Kocsis (11)(87), Luis Suárez (53), Kubala (66)                | Camps (10)(78), Coll (50)                                |
| 57  | 1959-60   | 14      | Barcelona   | Español        | 1–0      | Kubala (80)                                                               |                                                          |
| 58  | 1959-60   | 29      | Español     | Barcelona      | 0–1      |                                                                           | Eulogio Martínez (81)                                    |
| 59  | 1960-61   | 8       | Barcelona   | Español        | 4–1      | Tejada (14)(50), Luis Suárez (24), Kocsis (39)                            | Ribera (86)                                              |
| 60  | 1960-61   | 23      | Español     | Barcelona      | 1–2      | Recaman (87)                                                              | Luis Suárez (17), Evaristo (61)                          |
| 61  | 1961-62   | 10      | Barcelona   | Español        | 2–0      | Benítez (21), Vergés (85)                                                 |                                                          |
| 62  | 1961-62   | 25      | Español     | Barcelona      | 1–1      | Bedoya (75)                                                               | Eulogio Martínez (60)                                    |
| 63  | 1963-64   | 14      | Español     | Barcelona      | 2–2      | Paredes (30)(65)                                                          | Kocsis (21), Fusté (47)                                  |
| 64  | 1963-64   | 29      | Barcelona   | Español        | 5–0      | Cayetano Ré (4)(16)(37), Kocsis (12), Gràcia (55)                         |                                                          |
| 65  | 1964-65   | 8       | Barcelona   | Español        | 1–0      | Rifé (35)                                                                 |                                                          |
| 66  | 1964-65   | 23      | Español     | Barcelona      | 0–0      |                                                                           |                                                          |
| 67  | 1965-66   | 8       | Español     | Barcelona      | 1–1      | Bergara (21)                                                              | Rifé (75)                                                |
| 68  | 1965-66   | 23      | Barcelona   | Español        | 4–2      | Zaballa (1)(70), Fusté (2), Rifé (70)                                     | Di Stefano (58), Rodilla (60)                            |
| 69  | 1966-67   | 6       | Español     | Barcelona      | 2–0      | Rodilla (9), Cayetano Ré (42)                                             |                                                          |
| 70  | 1966-67   | 21      | Barcelona   | Español        | 3–1      | Zaballa (38), Eladio (46), Fusté (50)                                     | Cayetano Ré (55)                                         |
| 71  | 1967-68   | 2       | Barcelona   | Español        | 1–0      | Gallego (82)                                                              |                                                          |
| 72  | 1967-68   | 17      | Español     | Barcelona      | 1–0      | Cayetano Ré (71)                                                          |                                                          |
| 73  | 1968-69   | 10      | Barcelona   | Español        | 1–0      | Torres (75)                                                               |                                                          |
| 74  | 1968-69   | 25      | Español     | Barcelona      | 0–0      |                                                                           |                                                          |
| 75  | 1970-71   | 6       | Barcelona   | Español        | 3–0      | Pina (25), Martí Filosia (28)(55)                                         |                                                          |
| 76  | 1970-71   | 21      | Español     | Barcelona      | 0–1      |                                                                           | Martí Filosia (41)                                       |
| 77  | 1971-72   | 2       | Español     | Barcelona      | 3–0      | José María (66), Amiano (73), Eladio (p.p.) (81)                          |                                                          |
| 78  | 1971-72   | 19      | Barcelona   | Español        | 2–0      | Pina (43), Reixach (51)                                                   |                                                          |
| 79  | 1972-73   | 6       | Español     | Barcelona      | 1–1      | José María (12)                                                           | Barrios (45)                                             |
| 80  | 1972-73   | 23      | Barcelona   | Español        | 0–1      |                                                                           | Glaría (67)                                              |
| 81  | 1973-74   | 4       | Barcelona   | Español        | 3–0      | Pina (64), Asensi (73), Juan Carlos (81)                                  |                                                          |
| 82  | 1973-74   | 21      | Español     | Barcelona      | 0–0      |                                                                           |                                                          |
| 83  | 1974-75   | 9       | Español     | Barcelona      | 5–2      | Manolín Cuesta (26)(31), Amiano (42)(58), Marañón (82)                    | Migueli (32), Clares (56)                                |
| 84  | 1974-75   | 26      | Barcelona   | Español        | 4–1      | Clares (4)(76), Heredia (32), Reixach (51)                                | Marañón (62)                                             |
| 85  | 1975-76   | 13      | Barcelona   | Español        | 5–0      | Cruyff (13), Pina (22), Asensi (52), De Felipe (p.p.) (70)(80)            |                                                          |
| 86  | 1975-76   | 30      | Español     | Barcelona      | 3–0      | Caszely (11), Solsona (57), Jeremias 69)                                  |                                                          |
| 87  | 1976-77   | 15      | Español     | Barcelona      | 2–3      | Marañón (63)(72)                                                          | Clares (27), Asensi (62), Neeskens (81)                  |
| 88  | 1976-77   | 32      | Barcelona   | Español        | 4–2      | Clares (20)(38), Asensi (48)(63)                                          | Marañón (34)                                             |
| 89  | 1977-78   | 11      | Español     | Barcelona      | 1–1      | Flores (88)                                                               | Neeskenss (77)                                           |
| 90  | 1977-78   | 28      | Barcelona   | Español        | 1–1      | Zuviría (22)                                                              | Marañón (15)                                             |
| 91  | 1978-79   | 13      | Español     | Barcelona      | 0–2      |                                                                           | Asensi (40), Canito (p.p.) (52)                          |
| 92  | 1978-79   | 30      | Barcelona   | Español        | 2–1      | Asensi (27), Sánchez (48)                                                 | Ayfuch (20)                                              |
| 93  | 1979-80   | 16      | Español     | Barcelona      | 2–0      | Marañón (9), Arabí (87)                                                   |                                                          |
| 94  | 1979-80   | 33      | Barcelona   | Español        | 3–1      | Simonsen (47), Asensi (75), Ramírez (89)                                  | Marañón (32)                                             |
| 95  | 1980-81   | 2       | Barcelona   | Español        | 3–1      | Simonsen (2), Quini (23), Krankl (33)                                     | Roberto Martínez (74)                                    |
| 96  | 1980-81   | 19      | Español     | Barcelona      | 1–0      | Marañón (8)                                                               |                                                          |
| 97  | 1981-82   | 13      | Español     | Barcelona      | 0–4      |                                                                           | Simonsen (66), Quini (77)(80), Schuster (88)             |
| 98  | 1981-82   | 30      | Barcelona   | Español        | 1–3      | Alexanco (73)                                                             | Urbano (60), Lauridsen (17), Murúa (76)                  |
| 99  | 1982-83   | 6       | Barcelona   | Español        | 1–0      | Marcos Alonso (81)                                                        |                                                          |
| 100 | 1982-83   | 23      | Español     | Barcelona      | 0–3      |                                                                           | Carrasco (40), Víctor Muñoz (70), Pichi Alonso (77)      |
| 101 | 1983-84   | 16      | Español     | Barcelona      | 1–0      | Giménez (84)                                                              |                                                          |
| 102 | 1983-84   | 33      | Barcelona   | Español        | 5–2      | Marcos Alonso (8)(20)(34)(86), Carrasco (12)                              | Zúñiga (27), Márquez (59)                                |
| 103 | 1984-85   | 4       | Barcelona   | Español        | 1–0      | Víctor Muñoz (10)                                                         |                                                          |
| 104 | 1984-85   | 21      | Español     | Barcelona      | 0–0      |                                                                           |                                                          |
| 103 | 1985-86   | 17      | Barcelona   | Español        | 0–0      |                                                                           |                                                          |
| 104 | 1985-86   | 34      | Español     | Barcelona      | 5–3      | Márquez (9)(24)(68), Mauri (27), Pineda (88)                              | Schuster (55)(81), Pedraza (89)                          |
| 105 | 1986-87   | 9       | Barcelona   | Español        | 1–0      | Robert (45)                                                               |                                                          |
| 106 | 1986-87   | 26      | Español     | Barcelona      | 1–1      | Gallart (65)                                                              | Carrasco (40)                                            |
| 107 | 1986-87   | 37      | Español     | Barcelona      | 0–0      |                                                                           |                                                          |
| 108 | 1986-87   | 42      | Barcelona   | Español        | 2–1      | Archibald (15)(28)                                                        | Pineda (52)                                              |
| 109 | 1987-88   | 3       | Español     | Barcelona      | 2–0      | Pichi Alonso (61), Orejuela (79)                                          |                                                          |
| 110 | 1987-88   | 22      | Barcelona   | Español        | 3–2      | Linker (1), Schuster (27)(32)                                             | Losada (8), Lauridsen (53)                               |
| 111 | 1988-89   | 1       | Barcelona   | Español        | 2–0      | Begiristain (61), Robert (64)                                             |                                                          |
| 112 | 1988-89   | 20      | Español     | Barcelona      | 2–2      | Gabino (20), Gay (66)                                                     | Bakero (35), Amor (73)                                   |
| 113 | 1990-91   | 1       | Español     | Barcelona      | 0–1      |                                                                           | Stoitchkov (42)                                          |
| 114 | 1990-91   | 20      | Barcelona   | Español        | 5–2      | Laudrup (32)(72), Bakero (48)(53), Julio Salinas (70)                     | Mendiondo (37), Àlex Garcia (82)                         |
| 115 | 1991-92   | 18      | Barcelona   | Español        | 4–3      | Begiristain (10), Laudrup (29), Stoitchkov (44), Koeman (81)              | Korneiev (46)(48), Lluís (88)                            |
| 116 | 1991-92   | 37      | Español     | Barcelona      | 0–4      |                                                                           | Koeman (30), Begiristain (52), Eusebio (60), Ferrer (89) |
| 117 | 1992-93   | 12      | Barcelona   | Español        | 5–0      | Stoitchkov (30), Nadal (38), Koeman (57), Witschge (72), Begiristain (77) |                                                          |
| 118 | 1992-93   | 31      | Español     | Barcelona      | 0–1      |                                                                           | Koeman (67)                                              |
| 119 | 1994-95   | 3       | Español     | Barcelona      | 0–0      |                                                                           |                                                          |
| 120 | 1994-95   | 22      | Barcelona   | Español        | 3–0      | Stoitchkov (2), Begiristain (22), Sergi (28)                              |                                                          |
| 121 | 1995-96   | 19      | Barcelona   | Espanyol       | 2–1      | Nadal (38), Òscar (89)                                                    | Bogdanovic (68)                                          |
| 122 | 1995-96   | 40      | Espanyol    | Barcelona      | 1–1      | Urzaiz (89)                                                               | Figo (67)                                                |
| 123 | 1996-97   | 2       | Barcelona   | Espanyol       | 2–1      | Giovanni (83), Pizzi (89)                                                 | Lardín (69)                                              |
| 124 | 1996-97   | 23      | Espanyol    | Barcelona      | 2–0      | Raducioiu (14)(50)                                                        |                                                          |
| 125 | 1997-98   | 16      | Barcelona   | Espanyol       | 3–1      | Luis Enrique (24), Giovanni (51), Sergi (72)                              | Esnáider (58)                                            |
| 126 | 1997-98   | 35      | Espanyol    | Barcelona      | 1–1      | Sergio (56)                                                               | Figo (37)                                                |
| 127 | 1998-99   | 7       | Espanyol    | Barcelona      | 1–2      | De Lucas (59)                                                             | Kluivert (9), Giovanni (82)                              |
| 128 | 1998-99   | 26      | Barcelona   | Espanyol       | 3–0      | Rivaldo (16)(29), Kluivert (52)                                           |                                                          |
| 129 | 1999-00   | 3       | Barcelona   | Espanyol       | 3–0      | Rivaldo (74)(85), Kluivert (83)                                           |                                                          |
| 130 | 1999-00   | 22      | Espanyol    | Barcelona      | 1–1      | Benítez (21)                                                              | Kluivert (44)                                            |
| 131 | 2000-01   | 14      | Barcelona   | Espanyol       | 4–2      | Rivaldo (13)(57), Xavi (43), Luis Enrique (61)                            | Posse (52), Arteaga (82)                                 |
| 132 | 2000-01   | 33      | Espanyol    | Barcelona      | 0–0      |                                                                           |                                                          |
| 133 | 2001-02   | 18      | Espanyol    | Barcelona      | 2–0      | Tamudo (56)(69)                                                           |                                                          |
| 134 | 2001-02   | 37      | Barcelona   | Espanyol       | 2–0      | Kluivert (44), Xavi (75)                                                  |                                                          |
| 135 | 2002-03   | 3       | Barcelona   | Espanyol       | 2–0      | Kluivert (58), Luis Enrique (71)                                          |                                                          |
| 136 | 2002-03   | 22      | Espanyol    | Barcelona      | 0–2      |                                                                           | Cocu (40), Xavi (42)                                     |
| 137 | 2003-04   | 16      | Espanyol    | Barcelona      | 1–3      | Jordi Cruyff (8)                                                          | Ronaldinho (10), Kluivert (20)(35)                       |
| 138 | 2003-04   | 35      | Barcelona   | Espanyol       | 4–1      | Ronaldinho (34), Saviola (43)(57), Van Bronckhorst (54)                   | Tamudo (18)                                              |
| 139 | 2004-05   | 7       | Espanyol    | Barcelona      | 0–1      |                                                                           | Deco (9)                                                 |
| 140 | 2004-05   | 26      | Barcelona   | Espanyol       | 0–0      |                                                                           |                                                          |
| 141 | 2005-06   | 18      | Espanyol    | Barcelona      | 1–2      | Tamudo (60)                                                               | Deco (43), Eto'o (46)                                    |
| 142 | 2005-06   | 37      | Barcelona   | Espanyol       | 2–0      | Jarque (p.p.) (19), Ronaldinho (51)                                       |                                                          |
| 143 | 2006-07   | 18      | Espanyol    | Barcelona      | 3–1      | Luis García (30), Tamudo (64), Rufete (87)                                | Saviola (59)                                             |
| 144 | 2006-07   | 37      | Barcelona   | Espanyol       | 2–2      | Messi (42)(56)                                                            | Tamudo (28)(89)                                          |
| 145 | 2007-08   | 14      | Espanyol    | Barcelona      | 1–1      | Corominas (68)                                                            | Iniesta (5)                                              |
| 146 | 2007-08   | 33      | Barcelona   | Espanyol       | 0–0      |                                                                           |                                                          |
| 147 | 2008-09   | 5       | Espanyol    | Barcelona      | 1–2      | Corominas (20)                                                            | Henry (76), Messi (90)                                   |
| 148 | 2008-09   | 24      | Barcelona   | Espanyol       | 1–2      | Touré Yaya (62)                                                           | De la Peña (50)(54)                                      |
| 149 | 2009-10   | 14      | Barcelona   | Espanyol       | 1–0      | Ibrahimovic (39)                                                          |                                                          |
| 150 | 2009-10   | 33      | Espanyol    | Barcelona      | 0–0      |                                                                           |                                                          |
| 151 | 2010-11   | 16      | Espanyol    | Barcelona      | 1–5      | Osvaldo (63)                                                              | Pedro (18)(60), Xavi (29), David Villa (78)(84)          |
| 152 | 2010-11   | 35      | Barcelona   | Espanyol       | 2–0      | Iniesta (29), Piqué (48)                                                  |                                                          |
| 153 | 2011-12   | 18      | Espanyol    | Barcelona      | 1–1      | Álvaro Vázquez (85)                                                       | Fàbregas (15)                                            |
| 154 | 2011-12   | 37      | Barcelona   | Espanyol       | 4–0      | Messi (11)(63)(73)(78)                                                    |                                                          |
| 155 | 2012-13   | 18      | Barcelona   | Espanyol       | 4–0      | Pedro (15)(26), Xavi (9), Messi (28)                                      |                                                          |
| 156 | 2012-13   | 37      | Espanyol    | Barcelona      | 0–2      |                                                                           | Alexis Sánchez (13), Pedro (89)                          |
| 157 | 2013-14   | 12      | Barcelona   | Espanyol       | 1–0      | Alexis Sánchez (67)                                                       |                                                          |
| 158 | 2013-14   | 31      | Espanyol    | Barcelona      | 0–1      |                                                                           | Messi (77)                                               |
| 159 | 2014-15   | 14      | Barcelona   | Espanyol       | 5–1      | Messi (45)(50)(81), Piqué (53), Pedro (76)                                | Sergio García (13)                                       |
| 160 | 2014-15   | 33      | Espanyol    | Barcelona      | 0–2      |                                                                           | Neymar (16), Messi (24)                                  |
| 161 | 2015-16   | 18      | Espanyol    | Barcelona      | 0–0      |                                                                           |                                                          |
| 162 | 2015-16   | 37      | Barcelona   | Espanyol       | 5 – 0    | Messi (8), Suárez (52)(61), Rafinha (74), Neymar (83)                     |                                                          |
| 163 | 2016-17   | 16      | Barcelona   | Espanyol       | 4 – 1    | Suárez (18)(67), Alba (69), Messi (89)                                    | David Lopez (78)                                         |
| 164 | 2016-17   | 35      | Espanyol    | Barcelona      | 0 – 3    |                                                                           | Suárez (50)(87), Rakitic (77)                            |
| 165 | 2017-18   | 3       | Barcelona   | Espanyol       | 5 – 0    | Messi (26)(35)(67), Piqué (87), Suárez (90)                               |                                                          |
| 166 | 2017-18   | 22      | Espanyol    | Barcelona      | 1 – 1    | Gerard (66)                                                               | Piqué (82)                                               |
| 167 | 2018-19   | 15      | Espanyol    | Barcelona      | 0 – 4    |                                                                           | Messi (17)(65), Dembélé (26), Suárez (45)                |
| 168 | 2018-19   | 29      | Barcelona   | Espanyol       | 2 – 0    | Messi (71)(89)                                                            |                                                          |
| 169 | 2019-20   | 19      | Espanyol    | Barcelona      | 2 – 2    | David Lopez (23), Wu (88)                                                 | Suárez (50), Vidal (59)                                  |
| 170 | 2019-20   | 35      | Barcelona   | Espanyol       | 1 – 0    | Suárez (56)                                                               |                                                          |
| 171 | 2021-22   | 14      | Barcelona   | Espanyol       | 1 – 0    | Depay (48)                                                                |                                                          |
| 172 | 2021-22   | 24      | Espanyol    | Barcelona      | 2 – 2    | Darder (40), de Tomás (64)                                                | Pedri (2), De Jong (90)                                  |
| 173 | 2022-23   | 15      | Barcelona   | Espanyol       | 1–1      | Alonso (7)                                                                | Joselu (73)                                              |
| 174 | 2022-23   | 32      | Espanyol    | Barcelona      | –        |                                                                           |                                                          |
| 175 | 2024-25   |         | Espanyol    | Barcelona      |          |                                                                           |                                                          |

| Victòries Barcelona | 101 |
| Empats              | 40  |
| Victòries Espanyol  | 34  |
| Gols Barcelona      | 336 |
| Gols Espanyol       | 181 |
| Total partits       | 175 |

| Equip     | Partits Local | Victòries Local | Empats Local | Derrotes Local | GF  | GC  | DG   |
| --------- | ------------- | --------------- | ------------ | -------------- | --- | --- | ---- |
| Barcelona | 88            | 69              | 10           | 9              | 216 | 73  | +142 |
| Espanyol  | 87            | 25              | 30           | 32             | 108 | 120 | -12  |

### Copa del Rei
| Temporada | Ronda            | Ronda       | Local        | Visitant     | Resultat | Gols (local)                                            | Gols (visitant)                                 | Classificat |
| --------- | ---------------- | ----------- | ------------ | ------------ | -------- | ------------------------------------------------------- | ----------------------------------------------- | ----------- |
| 1928-29   | Semifinals       | Anada       | RCD Espanyol | FC Barcelona | 2–0      | Broto (), Ventolrà ()                                   |                                                 | RCDE        |
| 1928-29   | Semifinals       | Tornada     | FC Barcelona | RCD Espanyol | 1-1      | Saprissa (p.p.) ()                                      | Padrón ()                                       | RCDE        |
| 1935-36   | Quarts de final  | Anada       | RCD Espanyol | FC Barcelona | 2–1      | Pérez (52), Prat (60)                                   | Escolà ()                                       | FCB         |
| 1935-36   | Quarts de final  | Tornada     | FC Barcelona | RCD Espanyol | 3-0      | Ventolrà ()(), Escolà ()                                |                                                 | FCB         |
| 1939-40   | Quarts de final  | Anada       | FC Barcelona | RCD Espanyol | 0-2      |                                                         | Gonzalvo (18)(86)                               | CDE         |
| 1939-40   | Quarts de final  | Tornada     | RCD Espanyol | FC Barcelona | 1–1      | Martínez Català (49)                                    | Gràcia (54)                                     | CDE         |
| 1940-41   | Vuitens de final | Anada       | FC Barcelona | RCD Espanyol | 1-2      | Martín (70)                                             | Olivas (43)(71)                                 | RCDE        |
| 1940-41   | Vuitens de final | Tornada     | RCD Espanyol | FC Barcelona | 4–3      | Mas (18), Jorge (53), Olivas (72), Martínez Català (74) | Bravo (15), Escolà (44)(85)                     | RCDE        |
| 1941-42   | Quarts de final  | Anada       | RCD Espanyol | FC Barcelona | 2–3      | Fàbregas (38), Chas (64)                                | Martín (73), Valle (81), Fàbregas (pp) (86)     | CFB         |
| 1941-42   | Quarts de final  | Tornada     | FC Barcelona | RCD Espanyol | 3-2      | Escolà (54), Martín (77), Bravo (83)                    | Macala (41), Jorge (55)                         | CFB         |
| 1948-49   | Tercer lloc      | Tercer lloc | FC Barcelona | RCD Espanyol | 3–1      | Serratusell (27), Canal (42)(61)                        | Calvo (45)                                      | CFB         |
| 1955-56   | Quarts de final  | Anada       | RCD Espanyol | FC Barcelona | 3–1      | Benavídez (21), Argilés (31), Arcas (88)                | Villaverde (48)                                 | RCDE        |
| 1955-56   | Quarts de final  | Tornada     | FC Barcelona | RCD Espanyol | 4-4      | Kubala (3), Tejada (52)(81), Manchón (54)               | Arcas (20)(22)(44)(53)                          | RCDE        |
| 1956-57   | Final            | Final       | FC Barcelona | RCD Espanyol | 1–0      | Sampedro (80)                                           |                                                 | CFB         |
| 1960-61   | Vuitens de final | Anada       | FC Barcelona | RCD Espanyol | 2-3      | Kubala (48), Kocsis (73)                                | Campos (4), Carlos Torres (19)(86)              | RCDE        |
| 1960-61   | Vuitens de final | Tornada     | RCD Espanyol | FC Barcelona | 2–1      | Camps (12), Sastre (68)                                 | Kubala (45)                                     | RCDE        |
| 1963-64   | Quarts de final  | Anada       | FC Barcelona | RCD Espanyol | 3-1      | Benítez (31)(63), Kocsis (44)                           | Muñoz (83)                                      | CFB         |
| 1963-64   | Quarts de final  | Tornada     | RCD Espanyol | FC Barcelona | 2–4      | Rodilla (71), Martínez Vilaseca (83)                    | Kocsis (5), Zaldúa (54)(73), Cayetano Re (90+2) | CFB         |
| 1969-70   | Setzens de final | Anada       | RCD Espanyol | FC Barcelona | 2–1      | Amas (23), Giralt (72)                                  | Alfonseda (36)                                  | CFB         |
| 1969-70   | Setzens de final | Tornada     | FC Barcelona | RCD Espanyol | 3-1      | Gallego (27), Martí Filosia (73), Pujol (85)            | Mingorance (86)                                 | CFB         |
| 1973-74   | Quarts de final  | Anada       | RCD Espanyol | FC Barcelona | 1–1      | De Diego (59)                                           | Clares (48)                                     | CFB         |
| 1973-74   | Quarts de final  | Tornada     | FC Barcelona | RCD Espanyol | 2-0      | Juan Carlos (5), Asensi (48)                            |                                                 | CFB         |
| 1984-85   | Quarta ronda     | Anada       | RCD Espanyol | FC Barcelona | 0–2      |                                                         | Calderé (65), Clos (89)                         | FCB         |
| 1984-85   | Quarta ronda     | Tornada     | FC Barcelona | RCD Espanyol | 3-0      | Schuster (15)(47), Marcos Alonso (43)                   |                                                 | FCB         |
| 1987-88   | Vuitens de final | Anada       | RCD Espanyol | FC Barcelona | 1–3      | Soler (12)                                              | Carrasco (20), Víctor Muñoz (32), Robert (90+2) | FCB         |
| 1987-88   | Vuitens de final | Tornada     | FC Barcelona | RCD Espanyol | 1-0      | Schuster (69)                                           |                                                 | FCB         |
| 1995-96   | Semifinals       | Anada       | FC Barcelona | RCD Espanyol | 1-0      | Popescu (51)                                            |                                                 | FCB         |
| 1995-96   | Semifinals       | Tornada     | RCD Espanyol | FC Barcelona | 2–3      | Javi García (38), Urzaiz (62)                           | Kodro (41), Amor (79), Popescu (89)             | FCB         |
| 2000-01   | Quarts de final  | Anada       | RCD Espanyol | FC Barcelona | 1–2      | Tamudo (57)                                             | Rivaldo (13), Alfonso (41)                      | FCB         |
| 2000-01   | Quarts de final  | Tornada     | FC Barcelona | RCD Espanyol | 1-1      | Frank de Boer (6)                                       | Roger (19)                                      | FCB         |
| 2008-09   | Quarts de final  | Anada       | RCD Espanyol | FC Barcelona | 0-0      |                                                         |                                                 | FCB         |
| 2008-09   | Quarts de final  | Tornada     | FC Barcelona | RCD Espanyol | 3-2      | Bojan (34)(48), Piqué (56)                              | Corominas (58), Callejón (68)                   | FCB         |
| 2015-16   | Vuitens de final | Anada       | FC Barcelona | RCD Espanyol | 4-1      | Messi (12)(43), Piqué (49), Neymar (88)                 | Caicedo (8)                                     | FCB         |
| 2015-16   | Vuitens de final | Tornada     | RCD Espanyol | FC Barcelona | 0-2      |                                                         | Munir (32)(88)                                  | FCB         |
| 2017-18   | Quarts de final  | Anada       | RCD Espanyol | FC Barcelona | 1-0      | Melendo (88)                                            |                                                 | FCB         |
| 2017-18   | Quarts de final  | Tornada     | FC Barcelona | RCD Espanyol | 2-0      | Suárez (9), Messi (25)                                  |                                                 | FCB         |

#### Resum
| Equip        | Victòries | Empats | Derrotes | Gols |
| ------------ | --------- | ------ | -------- | ---- |
| FC Barcelona | 20        | 6      | 10       | 69   |
| RCD Espanyol | 10        | 6      | 20       | 47   |

### Supercopa d'Espanya
| Any  | Ronda   | Equip local | Equip visitant | Resultat | Gols (local)            | Gols (visitant) | Guanyador |
| ---- | ------- | ----------- | -------------- | -------- | ----------------------- | --------------- | --------- |
| 2006 | Anada   | Espanyol    | Barcelona      | 0–1      |                         | Giuly (44)      | FCB       |
| 2006 | Tornada | Barcelona   | Espanyol       | 3-0      | Xavi (3), Deco (13)(62) |                 | FCB       |

### Copa de Fires
| Temporada | Ronda           | Ronda   | Equip local | Equip visitant | Resultat | Gols (local) | Gols (visitant) | Classificat |
| --------- | --------------- | ------- | ----------- | -------------- | -------- | ------------ | --------------- | ----------- |
| 1965-66   | Quarts de final | Anada   | Barcelona   | Español        | 1–0      | Benítez (43) |                 | CFB         |
| 1965-66   | Quarts de final | Tornada | Español     | Barcelona      | 0-1      |              | Vidal I (49)    | CFB         |

### Copa Catalunya / Supercopa de Catalunya
| Temporada | Ronda        | Ronda        | Guanyador | Perdedor  | Resultat | Gols                                                                   | Gols                                         |
| --------- | ------------ | ------------ | --------- | --------- | -------- | ---------------------------------------------------------------------- | -------------------------------------------- |
| 1992-93   | Final        | Final        | Barcelona | Español   | 4–3      | Julio Salinas (17)(31)(34), Pablo (60)                                 | Santi Cuesta (39), Escaich (42), Ayúcar (69) |
| 1995-96   | Final        | Final        | Espanyol  | Barcelona | 5–1      | Álex Fernández (10)(16), Miguel (36), Bogdanovic (40), Pochettino (44) | Carreras (24)                                |
| 2003-04   | Final        | Final        | Barcelona | Espanyol  | 1–0      | Quaresma (60)                                                          |                                              |
| 2004-05   | Final        | Final        | Barcelona | Espanyol  | 2–0      | Deco (21), Ronaldinho (46)                                             |                                              |
| 2005-06   | Final        | Final        | Espanyol  | Barcelona | 1–0      | Corominas (39)                                                         |                                              |
| 2006-07   | Final        | Final        | Barcelona | Espanyol  | 1–1      | Ezquerro (9)                                                           | Pedraza (24)                                 |
| 2009-10   | segon partit | segon partit | Espanyol  | Barcelona | 2–1      | Verdú (21)(23)                                                         | Bartra (27)                                  |
| 2010-11   | Final        | Final        | Espanyol  | Barcelona | 3–0      | Thievy (50)(53)(76)                                                    |                                              |
| 2012-13   | Final        | Final        | Barcelona | Espanyol  | 1–1      | Fàbregas (90)                                                          | Simao (20)                                   |
| 2013-14   | Final        | Final        | Barcelona | Espanyol  | 0–0      |                                                                        |                                              |
| 2014-15   | Final        | Final        | Barcelona | Espanyol  | 1–1      | Piqué ()                                                               | Arbilla ()                                   |

#### Resum
| Equip        | Victòries | Empats | Derrotes | Gols |
| ------------ | --------- | ------ | -------- | ---- |
| FC Barcelona | 3         | 4      | 4        | 12   |
| RCD Espanyol | 4         | 4      | 3        | 17   |

### Campionat de Catalunya
| #  | Temporada | Jornada  | Equip local | Equip visitant | Resultat | Gols (local)                                                                                 | Gols (visitant)                                  |
| -- | --------- | -------- | ----------- | -------------- | -------- | -------------------------------------------------------------------------------------------- | ------------------------------------------------ |
|    | 1908-09   | 2        | Club X¹     | Barcelona      | 0–1      |                                                                                              | Forns ()                                         |
| 1  | 1908-09   | 7        | Barcelona   | Español        | 3–1      | E. Peris (), P. Wallace (), Forns ()                                                         | Grau ()                                          |
| 2  | 1909-10²  | 4        | Barcelona   | Español        | 1–0      | C. Comamala ()                                                                               |                                                  |
| 3  | 1910-11   | 2        | Español     | Barcelona      | 0–4      |                                                                                              | P. Wallace (), E. Peris (), Pattullo ()()        |
| 4  | 1910-11   | 8        | Barcelona   | Español        | 3–1      | ? (), C. Wallace (), P. Wallace ()                                                           | Massana ()                                       |
| 5  | 1911-123  | 5        | Barcelona   | Español        | 1–1      | Staub ()                                                                                     | P. Wallace ()                                    |
| 6  | 1913-14   | 2        | Español*    | Barcelona      | 1–0      | López ()                                                                                     |                                                  |
| 7  | 1914-15   |          | Español     | Barcelona      | 2–1      | López ()()                                                                                   | Wallace ()                                       |
| 8  | 1914-15   | desempat | Español*    | Barcelona      | 4–0      | López (10)(15), Tormo (17)()                                                                 |                                                  |
| 9  | 1915-16   |          | Barcelona*  | Español        | 2–0      | Bau (), Martínez ()                                                                          |                                                  |
| 10 | 1915-16   |          | Barcelona*  | Español        | 3–2      | Alcántara (), Martínez ()()                                                                  | Usobiaga (), Tormo ()                            |
| 11 | 1916-17   |          | Barcelona   | Español        | 3–0      | Costa (), Martínez ()()                                                                      |                                                  |
| 12 | 1916-17   |          | Español     | Barcelona      | 0-0      |                                                                                              |                                                  |
| 13 | 1917-18   |          | Español     | Barcelona      | 1-1      | Gràcia ()                                                                                    | Gumbau ()                                        |
| 14 | 1917-18   |          | Barcelona   | Español        | 1–2      | Martínez ()                                                                                  | Gràcia (), Alvarado ()                           |
| 15 | 1918-19   | 2        | Español     | Barcelona      | 4–1      | Julià (), Gràcia (), Zabala (), Alfaro ()                                                    | Sagi-Barba ()                                    |
| 16 | 1918-19   | 7        | Barcelona   | Español        | 0-0      |                                                                                              |                                                  |
| 17 | 1919-20   | 3        | Barcelona   | Español        | 2-0      | Alcántara (), Lakatos ()                                                                     |                                                  |
| 18 | 1919-20   | 8        | Español     | Barcelona      | 0-1      |                                                                                              | Vinyals ()                                       |
| 19 | 1920-21   | 2        | Barcelona   | Español        | 2-0      | Vinyals (), Julià ()                                                                         |                                                  |
| 20 | 1920-21   | 7        | Español     | Barcelona      | 1-2      | Mallorquí (1ª part)                                                                          | Alcántara (5)(1ª part)                           |
| 21 | 1921-22   | 5        | Español     | Barcelona      | 0-9      |                                                                                              | Gràcia ()()()()(), Alcántara ()()(), Martínez () |
| 22 | 1921-22   | 9        | Barcelona   | Español        | 10-0     | Martínez ()()(), Gràcia ()(), Alcántara ()()(), Sagi-Barba ()()                              |                                                  |
| 23 | 1922-23   | 5        | Barcelona   | Español        | 1-0      | Sagi-Barba ()                                                                                |                                                  |
| 24 | 1922-23   | 10       | Español     | Barcelona      | 1-5      | ? ()                                                                                         | Martínez (), Alcántara ()()(), Gràcia ()         |
| 25 | 1923-24   | 3        | Barcelona   | Español        | 2-0      | Montesinos (p.p.) (), Samitier ()                                                            |                                                  |
| 26 | 1923-24   | 8        | Español     | Barcelona      | 0-1      |                                                                                              | Piera ()                                         |
| 27 | 1924-25   | 6        | Barcelona   | Español        | 0-1      |                                                                                              | Zabala ()                                        |
| 28 | 1924-25   | 13       | Español     | Barcelona      | 0-1      |                                                                                              | Samitier ()                                      |
| 29 | 1925-26   | 4        | Español     | Barcelona      | 1-0      | Padrón ()                                                                                    |                                                  |
| 30 | 1925-26   | 11       | Barcelona   | Español        | 3-0      | Samitier ()(), Sagi-Barba ()                                                                 |                                                  |
| 31 | 1926-27   | 1        | Español     | Barcelona      | 2-3      | Oramas ()()                                                                                  | Alcántara (), Piera (), Sagi-Barba ()            |
| 32 | 1926-27   | 8        | Barcelona   | Español        | 2-3      | Sastre ()()                                                                                  | Padrón ()(), Mauri ()                            |
| 33 | 1927-28   | 6        | Español     | Barcelona      | 2-1      | Padrón (), Estrada ()                                                                        | Arocha ()                                        |
| 34 | 1927-28   | 13       | Barcelona   | Español        | 2-1      | Samitier (), Arocha ()                                                                       | Vilar ()                                         |
| 35 | 1928-29   | 4        | Barcelona   | Español        | 0-2      |                                                                                              | Padrón (), Broto ()                              |
| 36 | 1928-29   | 9        | Español     | Barcelona      | 2-1      | Tena II (), Broto ()                                                                         | Samitier ()                                      |
| 37 | 1929-30   | 5        | Español     | Barcelona      | 1-0      | Solé ()                                                                                      |                                                  |
| 38 | 1929-30   | 10       | Barcelona   | Español        | 3-2      | Sastre (3)(2ª part), Bestit (9)                                                              | ? (), Zamoreta ()                                |
| 39 | 1930-31   | 5        | Español     | Barcelona      | 2-3      | Gallart (20), Tena II                                                                        | Goiburu (4), Solé (p.p.) (48), Piera ()          |
| 40 | 1930-31   | 10       | Barcelona   | Español        | 5-0      | Samitier ()(), Goiburu (), Sagi-Barba (), Arnau ()                                           |                                                  |
| 41 | 1931-32   | 7        | Español     | Barcelona      | 0-3      |                                                                                              | Ramon (), Samitier (), Goiburu ()                |
| 42 | 1931-32   | 14       | Barcelona   | Español        | 3-2      | Piera ()(), Goiburu ()                                                                       | Solé (), Juvé ()                                 |
| 43 | 1932-33   | 7        | Español     | Barcelona      | 3-2      | Prat (31), Bosch (59)(64)                                                                    | Samitier, Ramon                                  |
| 44 | 1932-33   | 14       | Barcelona   | Español        | 1-1      | Goiburu (14)                                                                                 | Edelmiro ()                                      |
| 45 | 1933-34   | 5        | Barcelona   | Español        | 3-5      | Ramon ()()()                                                                                 | Bestit II, Iriondo (9)()(62), Prat               |
| 46 | 1933-34   | 12       | Español     | Barcelona      | 3-1      | Iriondo (13)(19), Edelmiro ()                                                                | Sans ()                                          |
| 47 | 1934-35   | 4        | Barcelona   | Español        | 4-2      | Escolà ()(22), Ventolrà (40)()                                                               | Iriondo (20)()                                   |
| 48 | 1934-35   | 9        | Español     | Barcelona      | 2-2      | Solé (13), Edelmiro II ()                                                                    | Raich (13)(68)                                   |
| 49 | 1935-36   | 5        | Español     | Barcelona      | 1-2      | Green (7)                                                                                    | Fernández (40), Escolà (60)                      |
| 50 | 1935-36   | 10       | Barcelona   | Español        | 1-1      | Pagès (25)                                                                                   | Green (70)                                       |
| 51 | 1936-37   | 5        | Español     | Barcelona      | 1-2      | Chas (18)                                                                                    | Gual (33), Escolà (57)                           |
| 52 | 1936-37   | 10       | Barcelona   | Español        | 5-1      | Escolà (20), Ventolrà (30)(62), Pagès (49), Gual ()                                          | Chas (74)                                        |
| 53 | 1937-38   | 3        | Barcelona   | Español        | 9-1      | Rigual (13)(50)(74), Pagès (35), Estrada (60), Bardina (63), Alonso (p.p.) (65), Munlloch () | Carlitos (70)                                    |
| 54 | 1937-38   | 10       | Español     | Barcelona      | 0-1      |                                                                                              | Rigual ()                                        |
| 55 | 1939-40   | 4        | Español     | Barcelona      | 3-0      | Rovira (), Jorge (), Martínez Català ()                                                      |                                                  |
| 56 | 1939-40   | 9        | Barcelona   | Español        | 3-5      | León (), Herrerita ()()                                                                      | Martínez Català ()()(), Gonzalvo, Lloret ()      |

¹ La temporada 1908-09, en el mes de febrer el Club X canvia el seu nom a través d'un canvi en els estatuts, on passar a enomenar-se Club Deportivo Español, adoptant també com a socis als membres del Club Español de Jujitsu. (pag. 45)
² Només es va jugar el partit de la primera volta, pel partit de la segona volta l'Espanyol va cedir els punts.
3 Només es va jugar el partit de la primera volta, pel partit de la segona volta el Barcelona va cedir els punts.
* Jugat en camp neutral.

### Lliga Mediterrània
| # | Temporada | Jornada | Equip local | Equip visitant | Resultat | Gols (local) | Gols (visitant) |
| - | --------- | ------- | ----------- | -------------- | -------- | ------------ | --------------- |
|   | 1936-37   | 6       | Español     | Barcelona      | 1–1      | Espada (40)  | Gual (65)       |
|   | 1936-37   | 13      | Barcelona   | Español        | 3–1      | Gual ()()    |                 |

### Lliga Catalana
| # | Temporada | Jornada | Equip local | Equip visitant | Resultat | Gols (local)                                 | Gols (visitant)      |
| - | --------- | ------- | ----------- | -------------- | -------- | -------------------------------------------- | -------------------- |
|   | 1937-38   | 8       | Español     | Barcelona      | 0–4      |                                              | Mateo ()(49)(56)(60) |
|   | 1937-38   | 17      | Barcelona   | Español        | 6–2      | Gerardo (12), Mateo ()()(85), Cervera ()(37) | Martínez ()(19)      |

### Copa dels Pirineus
| Temporada | Ronda      | Ronda      | Equip local | Equip visitant | Resultat | Gols                    | Gols                                            |
| --------- | ---------- | ---------- | ----------- | -------------- | -------- | ----------------------- | ----------------------------------------------- |
| 1911-12   | Semifinals | Semifinals | Barcelona   | Español        | 3–2      | Pattullo ()(), Steel () | Burnett (), Hodge ()                            |
| 1912-13   | Semifinals | Semifinals | Barcelona   | Español 4      | 1–3      | Greenwell ()            | Darley (), Amechazurra (p.p.) (), A. Morales () |

4 L'Espanyol fou desqualificat i el Barcelona va passar a la final .

## Màxims golejadors
| Player                 | Club      | Lliga            | Copa             | Altres            | Total |
| ---------------------- | --------- | ---------------- | ---------------- | ----------------- | ----- |
| Josep Escolà           | Barcelona | 8                | 5                | 5                 | 18    |
| Lionel Messi           | Barcelona | 13               | 2                | 0                 | 15    |
| Paulino Alcántara      | Barcelona | -                | -                | 14                | 14    |
| Josep Samitier         | Barcelona | 2                | 0                | 10                | 12    |
| Martí Ventolrà         | abdós     | 5 (RCDE 2 FCB 3) | 3 (RCDE 1 FCB 2) | 4 (FCB)           | 12    |
| Vicenç Martínez Duart  | Barcelona | -                | -                | 11                | 11    |
| Climent Gràcia         | abdós     | -                | -                | 11 (RCDE 3 FCB 8) | 11    |
| Vicent Martínez Català | Espanyol  | 5                | 2                | 4                 | 11    |
| César Rodríguez        | Barcelona | 11               | 0                | 0                 | 11    |
| Josep Prat             | Espanyol  | 7                | 1                | 2                 | 10    |
| Francisco Iriondo      | Espanyol  | 3                | -                | 7                 | 10    |

## Jugadors que han jugat als dos equips
| - Paco Bru - Ricardo Zamora - Martí Ventolrà - José Padrón Martín - Ladislao Kubala - Zoltán Czibor - Cayetano Ré - Marcial Pina | - Javier Urruticoechea - José Cano, Canito - Pichi Alonso - Ernesto Valverde - Miquel Soler - Cristóbal Parralo - Fernando Muñoz, Nando - Iván de la Peña | - Jordi Cruyff - Óscar García - Roger García - Samuel Eto'o - Joan Verdú - Sergio García - Víctor Sánchez - Martin Braithwaite |